# اولین جنگ مقدونیه

مدیترانه شرقی در سال ۲۱۸ پ.م (سال آغاز دومین جنگ کارتاژ)

جنگ اول مقدونیه (۲۰۵ پ.م ــ ۲۱۴ پ.م) جنگی بود که میان جمهوری روم ــ که از سال ۲۱۱ پ.م با اتحادیه ایتولی و آتالوس اول پرگامون متفق شده بود ــ در برابر فیلیپ پنجم مقدونی و در خلال دومین جنگ کارتاژ (۲۰۲ پ.م ــ ۲۱۸ پ.م) رخ داد. این جنگ نبردهای تعیین‌کننده چندانی نداشت.
در طول این جنگ‌ها، مقدونی‌ها به دنبال بازیابی تسلط خود بر برخی مناطق ایلیریا و یونان بودند (هرچند موفق نشدند)؛ امری که آنان را برانگیخت به سود ژنرال کارتاژی، آنیبال، در دومین جنگ کارتاژ مداخله کنند. گمان می‌رود همین زد و خوردهای جزئی رومیان در شرق دریای آدریاتیک، مانع از آن شد که مقدونیان به آنیبال در طول جنگ خود با رومیان، کمک مؤثری بکنند. این جنگ با انعقاد معاهده بُرد ــ بُرد فونیس (treaty of Phoenice) در ۲۰۵ پ.م حل و فصل شد.